# Dolomedes nigrimaculatus
Dolomedes nigrimaculatus là một loài nhện trong họ Pisauridae.
Loài này thuộc chi Dolomedes. Dolomedes nigrimaculatus được Da-xiang Song & Jun Chen miêu tả năm 1991.